# Álvaro Angulo
Álvaro Anyiver Angulo Mosquera (Tumaco, 6 marzo 1997) è un calciatore colombiano, difensore dei Pumas UNAM.

## Carriera

### Club
Ha esordito tra i professionisti nel 2015, nella prima divisione colombiana, con il Deportivo Pasto; nel 2016, dopo complessive 15 presenze nell'arco di due campionati, si è trasferito al Rionegro Águilas, altro club della prima divisione colombiana.

### Nazionale
Nel 2022 ha esordito per la Colombia.

## Statistiche

### Presenze e reti nei club
Statistiche aggiornate al 14 luglio 2025.
| Stagione                 | Squadra                  | Campionato               | Campionato | Campionato | Coppe nazionali | Coppe nazionali | Coppe nazionali | Coppe continentali | Coppe continentali | Coppe continentali | Altre coppe | Altre coppe | Altre coppe | Totale | Totale |
| Stagione                 | Squadra                  | Comp                     | Pres       | Reti       | Comp            | Pres            | Reti            | Comp               | Pres               | Reti               | Comp        | Pres        | Reti        | Pres   | Reti   |
| ------------------------ | ------------------------ | ------------------------ | ---------- | ---------- | --------------- | --------------- | --------------- | ------------------ | ------------------ | ------------------ | ----------- | ----------- | ----------- | ------ | ------ |
| 2015                     | Deportivo Pasto          | A                        | 4          | 0          | CC              | 4               | 0               | -                  | -                  | -                  | -           | -           | -           | 8      | 0      |
| 2016                     | Deportivo Pasto          | A                        | 11         | 0          | CC              | 6               | 1               | -                  | -                  | -                  | -           | -           | -           | 17     | 1      |
| Totale Deportivo Pasto   | Totale Deportivo Pasto   | Totale Deportivo Pasto   | 15         | 0          |                 | 10              | 1               |                    | -                  | -                  |             | -           | -           | 25     | 1      |
| 2017                     | Rionegro Águilas         | A                        | 16         | 0          | CC              | 1               | 0               | CS                 | 1                  | 0                  | -           | -           | -           | 18     | 0      |
| 2018                     | Rionegro Águilas         | A                        | 21         | 0          | CC              | 1               | 0               | -                  | -                  | -                  | -           | -           | -           | 22     | 0      |
| 2019                     | Rionegro Águilas         | A                        | 30         | 0          | CC              | 2               | 0               | CS                 | 3                  | 0                  | -           | -           | -           | 35     | 0      |
| 2020                     | Rionegro Águilas         | A                        | 19         | 4          | CC              | 2               | 0               | -                  | -                  | -                  | -           | -           | -           | 21     | 4      |
| 2021                     | Rionegro Águilas         | A                        | 26         | 4          | CC              | 2               | 0               | -                  | -                  | -                  | -           | -           | -           | 28     | 4      |
| Totale Rionegro Águilas  | Totale Rionegro Águilas  | Totale Rionegro Águilas  | 112        | 8          |                 | 8               | 0               |                    | 4                  | 0                  |             | -           | -           | 124    | 8      |
| 2022                     | Atlético Nacional        | A                        | 28         | 0          | CC              | 4               | 1               | CL                 | 1                  | 0                  | -           | -           | -           | 33     | 1      |
| 2023                     | Atlético Nacional        | A                        | 14         | 2          | CC              | 5               | 1               | CL                 | 3                  | 0                  | -           | -           | -           | 22     | 3      |
| 2024                     | Atlético Nacional        | A                        | 38         | 7          | CC              | 6               | 0               | CL                 | 2                  | 0                  | -           | -           | -           | 46     | 7      |
| Totale Atlético Nacional | Totale Atlético Nacional | Totale Atlético Nacional | 80         | 9          |                 | 15              | 2               |                    | 6                  | 0                  |             | -           | -           | 101    | 11     |
| 2025                     | Independiente            | PD                       | 17         | 4          | CA              | 1               | 0               | CS                 | 5                  | 0                  | -           | -           | -           | 23     | 4      |
| Totale carriera          | Totale carriera          | Totale carriera          | 224        | 21         |                 | 34              | 3               |                    | 15                 | 0                  |             | -           | -           | 273    | 24     |

### Cronologia presenze e reti in nazionale
| Cronologia completa delle presenze e delle reti in nazionale ― Colombia | Cronologia completa delle presenze e delle reti in nazionale ― Colombia | Cronologia completa delle presenze e delle reti in nazionale ― Colombia | Cronologia completa delle presenze e delle reti in nazionale ― Colombia | Cronologia completa delle presenze e delle reti in nazionale ― Colombia | Cronologia completa delle presenze e delle reti in nazionale ― Colombia | Cronologia completa delle presenze e delle reti in nazionale ― Colombia | Cronologia completa delle presenze e delle reti in nazionale ― Colombia |
| Data                                                                    | Città                                                                   | In casa                                                                 | Risultato                                                               | Ospiti                                                                  | Competizione                                                            | Reti                                                                    | Note                                                                    |
| ----------------------------------------------------------------------- | ----------------------------------------------------------------------- | ----------------------------------------------------------------------- | ----------------------------------------------------------------------- | ----------------------------------------------------------------------- | ----------------------------------------------------------------------- | ----------------------------------------------------------------------- | ----------------------------------------------------------------------- |
| 16-1-2022                                                               | Fort Lauderdale                                                         | Honduras                                                                | 1 – 2                                                                   | Colombia                                                                | Amichevole                                                              | -                                                                       | 69’                                                                     |
| Totale                                                                  |                                                                         | Presenze                                                                | 1                                                                       |                                                                         | Reti                                                                    | 0                                                                       |                                                                         |

## Palmarès

### Club

#### Competizioni nazionali
- Campionato colombiano: 2

Atlètico Nacional: Apertura 2022, Clausura 2024
- Copa Colombia: 2

Atlético Nacional: 2023, 2024